# Бжезьно (Свецький повіт)
Бжезьно (пол. Brzeźno) — село в Польщі, у гміні Прущ Свецького повіту Куявсько-Поморського воєводства.
Населення — 236 осіб (2011).
У 1975-1998 роках село належало до Бидгощського воєводства.

## Демографія
Демографічна структура станом на 31 березня 2011 року:
|          | Загалом | Допрацездатний вік | Працездатний вік | Постпрацездатний вік |
| -------- | ------- | ------------------ | ---------------- | -------------------- |
| Чоловіки | 121     | 26                 | 86               | 9                    |
| Жінки    | 115     | 21                 | 74               | 20                   |
| Разом    | 236     | 47                 | 160              | 29                   |